# Llera (municipalité, Tamaulipas)
La municipalité de Llera est l'une des 43 municipalités de l'État de Tamaulipas, et est située dans la partie sud de cet État. Située à l'ouest du golfe du Mexique, elle est bordée à l'est par le massif montagneux de la Sierra de Tamaulipas, et à l'ouest par la chaîne de montagne de la Sierra Madre orientale. Elle se trouve à cheval sur deux bassins versants, celui du fleuve Río Pánuco, et celui du fleuve Río Soto La Marina. Son chef-lieu est la ville de Llera de Canales. Elle dépend de la région Centro, qui est une des 6 subdivisions administratives de l'État de Tamaulipas.

## Géographie

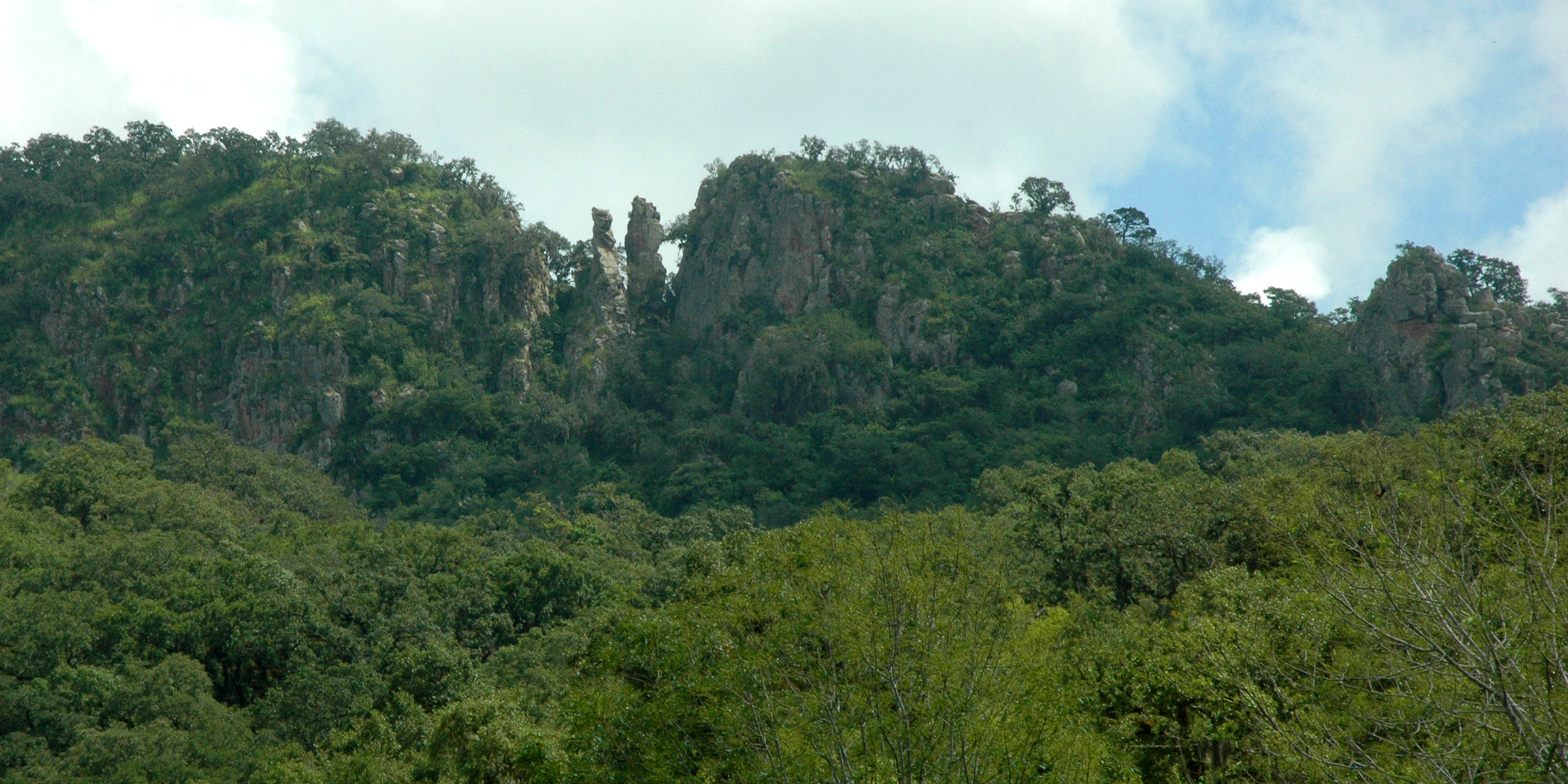
Formation karstique dans la Sierra de Tamaulipas

La municipalité de Llera s'étend d'ouest en est, à cheval sur deux massifs montagneux. Elle prend appui à l'ouest sur les contreforts de la Gran
Sierra Plegada, qui est une partie de la chaîne de montagnes plus vaste de la Sierra Madre orientale, et à son extrémité orientale, sur le massif moins marqué de la Sierra de Tamaulipas. Son altitude oscille entre 100 et 2200 mètres. Elle est traversée du nord-ouest au sud-est par la rivière Guayalejo, qui se jette plus au sud dans le Río Tamesí, important affluent de rive gauche du fleuve Río Pánuco. Une autre partie, moins importante, de ses cours d'eau vient alimenter le fleuve Río Soto La Marina, qui s'écoule plus au nord. Son chef-lieu, la ville de Llera de Canales, se trouve dans la partie occidentale de son territoire, sur la rive sud de la rivière Guayalejo, à une altitude de 291 mètres. Son territoire couvre une superficie de 2307,40 km², et était peuplé en 2020 de 14 645 habitants.
Cette municipalité fait partie de la région Centro, qui est une des 6 subdivisions administratives de l'État de Tamaulipas, et regroupe les municipalités d'Abasolo, Güemez, Hidalgo, Jiménez, Llera, Mainero, Padilla, San Carlos, San Nicolás, Soto la Marina,  Victoria, Casas et Villagrán.
Elle est limitrophe au nord de la municipalité de Casas, à l'ouest de celles de  Victoria et de Jaumave, et au sud de celles de Gómez Farías, de Xicoténcatl et de González.

## Composition et démographie
La municipalité était composée en 2010 de 432 localités.
| Localité                    | Population |
| --------------------------- | ---------- |
| Llera de Canales            | 3 968      |
| Ignacio Zaragoza            | 893        |
| Emiliano Zapata             | 780        |
| El Nuevo Encino (El Encino) | 764        |

En plus de l'espagnol, plusieurs langues amérindiennes sont parlées dans la municipalité, dont les principales sont par ordre d'importance : le huastèque, le nahuatl, et dans une moindre mesure le zapotèque.

## Histoire
La ville de Llera a été fondée le 25 décembre 1748, par le colonel José de Escandón, conquérant et créateur de la nouvelle province de Nouvelle-Santander. Cette ville est la première fondation effectuée par José de Escandón, dans ce qui allait devenir quelques années plus la Nouvelle-Santander, une province extérieure à la Nouvelle-Espagne, colonisée dès le XVIe siècle par Hernán Cortés. Ce nom de Llera était celui de l'épouse de José de Escandón, Josefa de Llera y Ballas. Postérieurement fut adjoint au nom de la ville celui Servando Canales, la ville devenant alors Llera de Canales.